# 保洛陶博若克
保洛陶博若克，是匈牙利巴兰尼亚州所辖的一个村。总面积20.19平方公里，总人口948，人口密度47.0人/平方公里（2011年1月1日）。